# NGC 7719-1
NGC 7719-1 (другие обозначения — PGC 71961, ESO 536-12, IRAS23354-2315) — галактика в созвездии Водолей.
Этот объект входит в число перечисленных в оригинальной редакции «Нового общего каталога».